# La Nation clandestine
Pour plus de détails, voir Fiche technique et Distribution.
La Nation clandestine (La nación clandestina) est un film bolivien réalisé par Jorge Sanjinés, sorti en 1989.

## Synopsis
Sebastian revient dans la communauté aymara qui l'a vu grandir.

## Fiche technique
- Titre : La Nation clandestine
- Titre original : La nación clandestina
- Réalisation : Jorge Sanjinés
- Scénario : Jorge Sanjinés
- Musique : Cergio Prudencio
- Photographie : César Pérez
- Montage : Jorge Sanjinés
- Société de production : Grupo Ukamau, Televisión Española et Channel Four Films
- Pays :  Bolivie
- Genre : Drame
- Durée : 128 minutes
- Dates de sortie : 
  -  Espagne : 1989 (festival international du film de Saint-Sébastien)

## Distribution
- Reynaldo Yujra : Sebastian
- Julio Baltazar
- Percy Brun
- Zulema Bustamante
- Juan Carlos Calcina
- Víctor Condiri
- Orlando Huanca : Vicente
- Delfina Mamani : Basilia
- Tatiana Mancilla
- Arminda Miranda
- Edwin Pinell
- Willy Pérez
- Félix Quisbert
- Roque Salgado : le voyant
- Luis Severich

## Distinctions
Le film a reçu la Coquille d'or ex aequo au festival international du film de Saint-Sébastien.